# MTV Movie Awards 2006
15. gala MTV Movie Awards odbyła się 3 czerwca 2006 roku w Sony Pictures Studios w Culver City w Kalifornii. Prowadzącą uroczystość była Jessica Alba. Głosowanie na filmy i aktorów odbywało się od 24 kwietnia 2006 do 19 maja.
Podczas gali wystąpili Christina Aguilera, AFI, Gnarls Barkley oraz Wolfmother.

## Nominacje

### Najlepszy film
- Polowanie na druhny
- 40-letni prawiczek
- King Kong
- Sin City: Miasto grzechu
- Batman: Początek

### Najlepszy aktor lub aktorka
- Jake Gyllenhaal – Tajemnica Brokeback Mountain
- Joaquin Phoenix – Spacer po linie
- Rachel McAdams – Red Eye
- Steve Carell – 40-letni prawiczek
- Terrence Howard – Hustle & Flow
- Reese Witherspoon – Spacer po linie

### Najlepszy występ komediowy
- Steve Carell – 40-letni prawiczek
- Owen Wilson – Polowanie na druhny
- Adam Sandler – Wykiwać klawisza
- Tyler Perry – Madea’s Family Reunion
- Vince Vaughn – Polowanie na druhny

### Najlepszy ekranowy zespół
- Vince Vaughn i Owen Wilson – Polowanie na druhny
- Steve Carell, Paul Rudd, Seth Rogen i Romany Malco – 40-letni prawiczek
- Johnny Knoxville, Seann William Scott i Jessica Simpson – Diukowie Hazzardu
- Jessica Alba, Ioan Gruffudd, Chris Evans i Michael Chiklis – Fantastyczna Czwórka
- Daniel Radcliffe, Emma Watson i Rupert Grint – Harry Potter i Czara Ognia

### Najlepszy czarny charakter
- Hayden Christensen – Gwiezdne wojny, epizod III: Zemsta Sithów
- Cillian Murphy – Batman: Początek
- Ralph Fiennes – Harry Potter i Czara Ognia
- Tilda Swinton – Opowieści z Narnii: Lew, czarownica i stara szafa
- Tobin Bell – Piła II

### Najlepsza rola przełomowa
- Isla Fisher – Polowanie na druhny
- André „3000” Benjamin – Czterej bracia
- Nelly – Wykiwać klawisza
- Jennifer Carpenter – Egzorcyzmy Emily Rose
- Romany Malco – 40-letni prawiczek
- Taraji P. Henson – Hustle & Flow

### Najlepszy bohater
- Christian Bale – Batman: Początek
- Jessica Alba – Fantastyczna Czwórka
- Daniel Radcliffe – Harry Potter i Czara Ognia
- Kate Beckinsale – Underworld 2 – Ewolucja
- Ewan McGregor – Gwiezdne wojny, epizod III: Zemsta Sithów

### Najseksowniejszy artysta
- Jessica Alba – Sin City: Miasto grzechu
- Beyoncé Knowles – Różowa Pantera
- Jessica Simpson – Diukowie Hazzardu
- Zhang Ziyi – Wyznania gejszy
- Rob Schneider – Deuce Bigalow: Boski żigolo w Europie

### Najlepsza walka
- Angelina Jolie kontra Brad Pitt – Mr. & Mrs. Smith
- Kong kontra dwupłatowce – King Kong
- Stephen Chow kontra Axe Gang – Kung-fu szał
- Ewan McGregor kontra Hayden Christensen – Gwiezdne wojny, epizod III: Zemsta Sithów

### Najlepszy filmowy pocałunek
- Jake Gyllenhaal i Heath Ledger – Tajemnica Brokeback Mountain
- Taraji P. Henson i Terrence Howard – Hustle & Flow
- Anna Faris i Chris Marquette – Zostańmy Przyjaciółmi
- Angelina Jolie i Brad Pitt – Mr. & Mrs. Smith
- Rosario Dawson i Clive Owen – Sin City: Miasto grzechu

### Najlepsza scena przerażenia
- Jennifer Carpenter – Egzorcyzmy Emily Rose
- Rachel Nichols – Amityville
- Derek Richardson – Hostel
- Paris Hilton – Dom woskowych ciał
- Dakota Fanning – Wojna światów

### Nagroda studentów mtvU
- Joshua Caldwell (Fordham University) – A Beautiful Lie
- Sean Mullin (Columbia University) – Sadiq
- Stephen Reedy (Diablo Valley College) – Undercut
- Jarrett Slavin (University of Michigan) – The Spiral Project
- Landon Zakheim (Emerson College) – The Fabulous Felix McCabe